# 포르세티

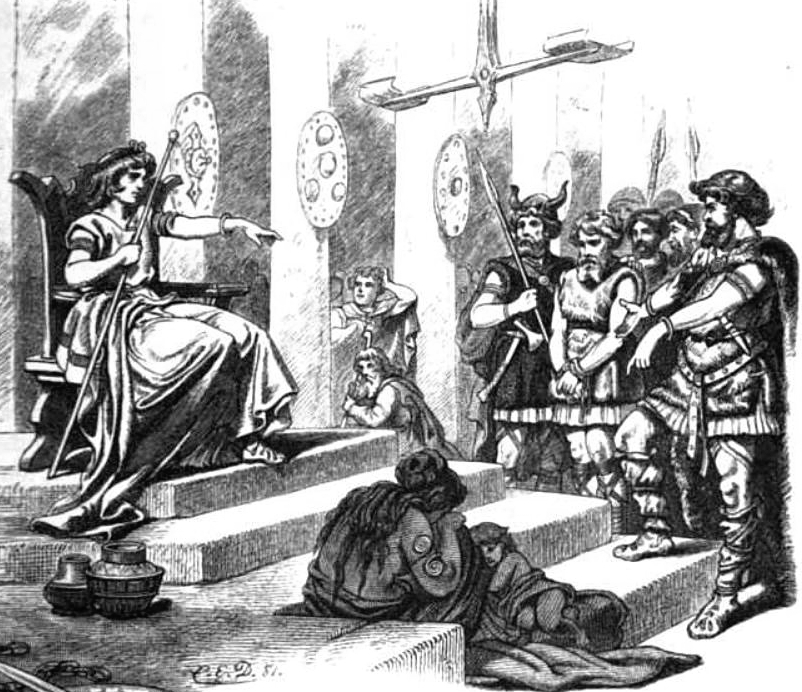

포르세티(고대 노르드어: Forseti)는 노르드 신화의 법률의 신이다. 프리지아의 신 포시테(Fosite)와 동일시된다.

## 같이 보기
- 고 에다